# Ewige Wachstumsrate
Die Ewige Wachstumsrate (auch langfristige Wachstumsrate; engl. Terminal Growth Rate) ist ein Parameter in Modellen der Investitionsrechnung. Sie stellt die angenommene Wachstumsrate eines Unternehmensgewinns oder einer Zahlung (z. B. einer Dividende) dar. Die Höhe richtet sich üblicherweise nach dem Durchschnitt der in der Vergangenheit erzielten Wachstumsraten. Diese Durchschnittsbildung wird insbesondere bei Aktienbewertungen benötigt, das Aktiengesellschaften in der Praxis eine sehr stark schwankende Wachstumsrate über die Zeit hinweg aufweisen. Um diese in einem mathematischen Bewertungsmodell zu nutzen, ist die Zusammenfassung als Durchschnittswert notwendig. Eine derartige Ewige Wachstumsrate wird zur Berechnung des Endwertes eines Investitionsprojekts benötigt, bei Vorliegen einer unendlichen Laufzeit. Bei Wirtschaftsunternehmen ist dies typischerweise gegeben, da sie unter der Annahme der dauerhaften Fortführung des Geschäftsbetriebs bewertet werden.

## Hintergründe
Grundlegende Annahme hinter der ewigen Wachstumsrate ist, dass sich die erwarteten Kosten und Erlöse einer Investition in alle Ewigkeit mit diesem Prozentsatz vermehren (oder schrumpfen).
Zur Berechnung des Wertes einer Investition oder eines Unternehmens findet die ewige Wachstumsrate zum Beispiel im Gordon Growth Model Bedeutung.
Der Wert einer Investition berechnet sich gemäß Gordon-Growth-Modell aus:
{\displaystyle {\text{Wert}}={\frac {\text{Dividende}}{r-g}}}
Dabei bezeichnet {\displaystyle r} die Diskontierungsrate und {\displaystyle g} die ewige Wachstumsrate.